# ایو فرانسوا بلانشه
ایو فرانسوا بلانشه (انگلیسی: Yves-François Blanchet؛ زادهٔ ۱۶ آوریل ۱۹۶۵) سیاستمدار اهل کانادا است، که از سال ۲۰۱۹ به عنوان رهبر حزب بلوک کبکوا فعالیت می‌کند. او فارغ‌التحصیل دانشگاه مونترال می‌باشد.